# Saló de te
|  | No s'ha de confondre amb casa de te, la cabanya on se celebra la cerimònia del te al Japó. |

Un saló de te és un establiment de restauració que serveix te, rebosteria o apats lleugers.
El seu format és molt diferent d'un país a l'altre, depenent dels costums i de la cultura del te. La diferència no podria ser més gran entre el tea room anglès, un format que es va difondre a tota la Commonwealth, lloc tranquil i encoixinat on es pren un afternoon tea, i les cases de te força animades del món àrab i turc o encara els 茶館 cháguăn o 茶屋 cháwūIn populars a la Xina, Japó i Nepal. Tot comparteixen el fet de ser un lloc de trobada i de socialització igual als cafès, bars i altres llocs públics.

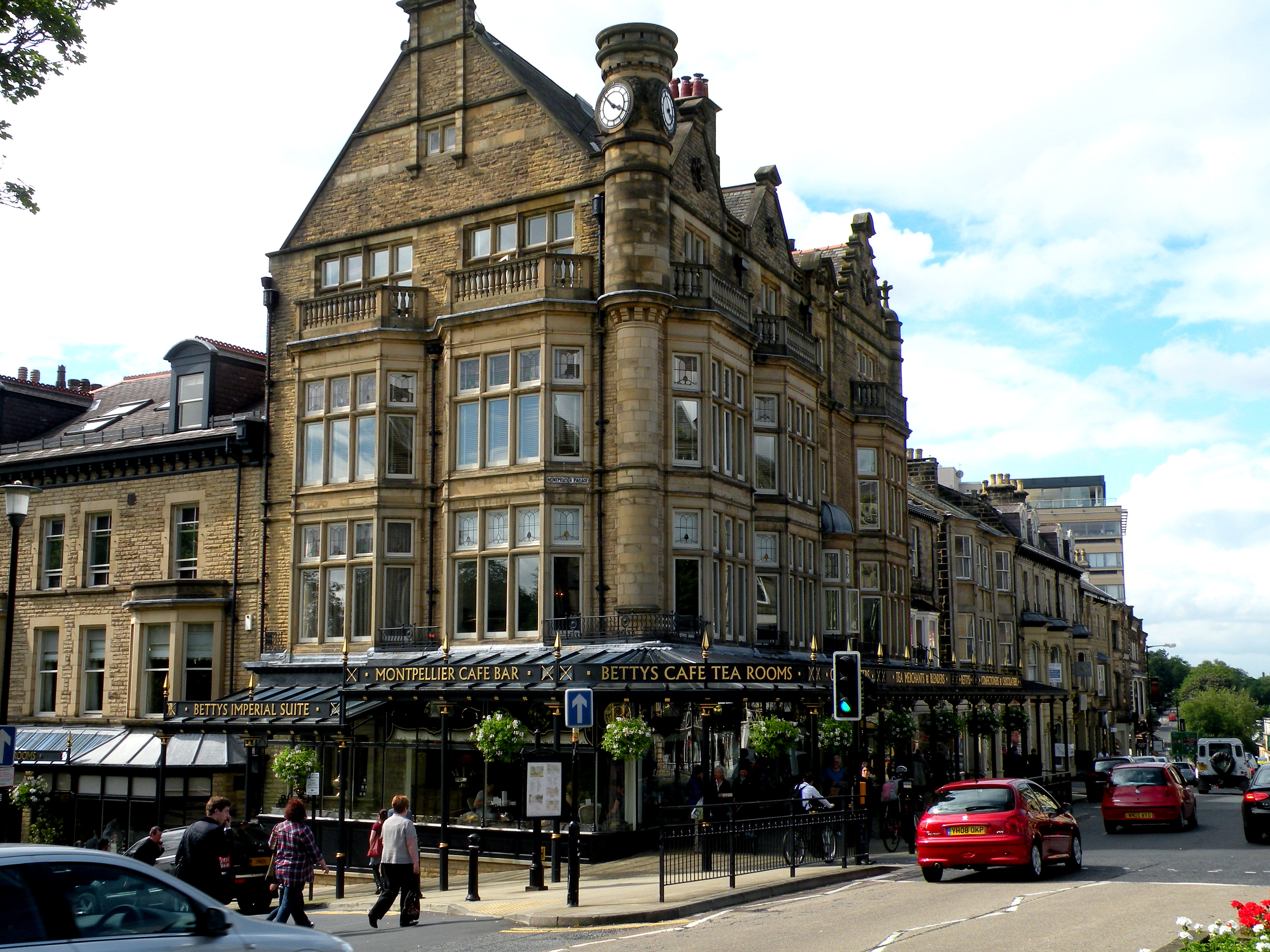
Betty's Tea Room a Harrogate (Yorkshire)
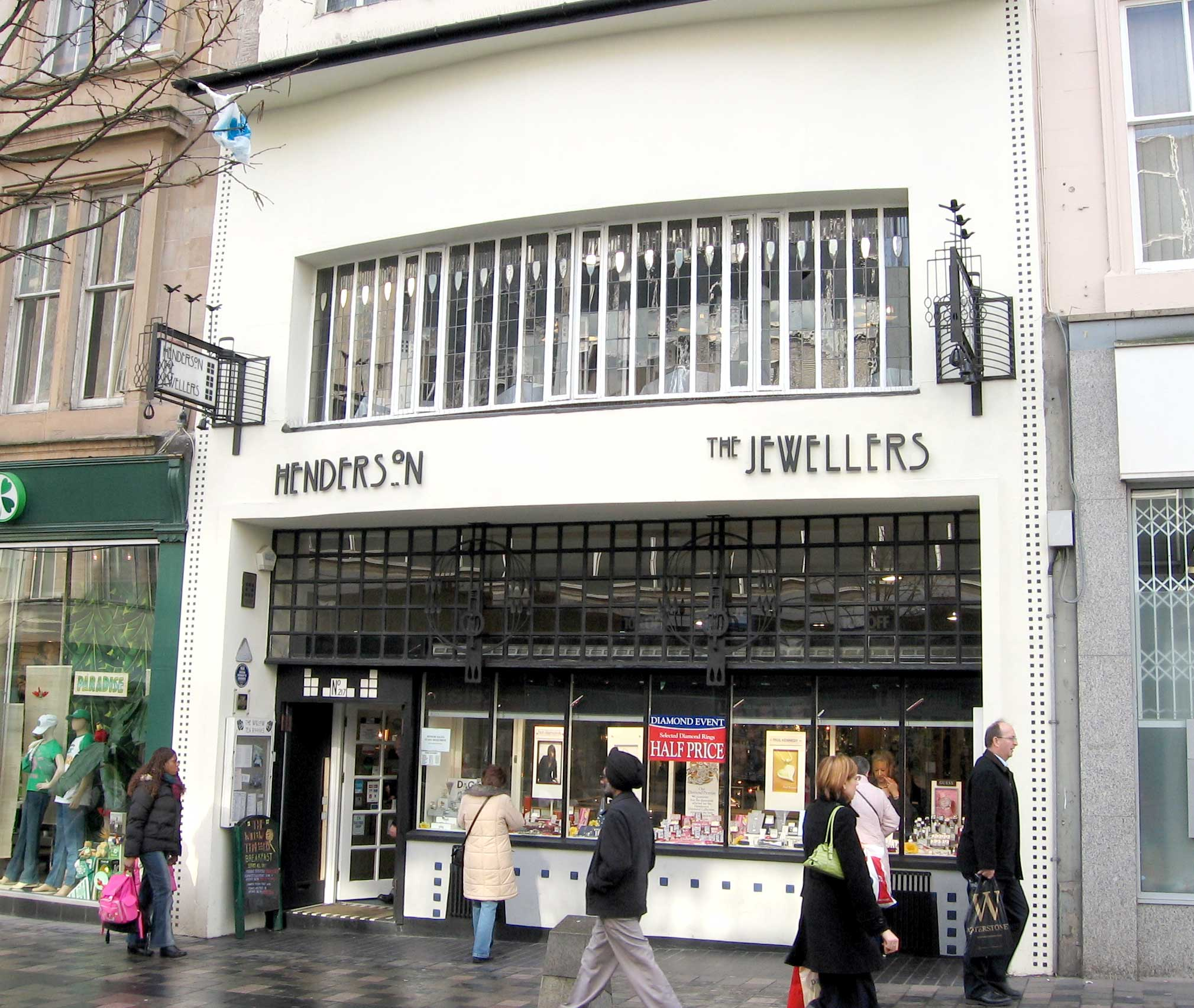
The Willow Tearoom a Glasgow Arquitecte: C.R. Mackintosh
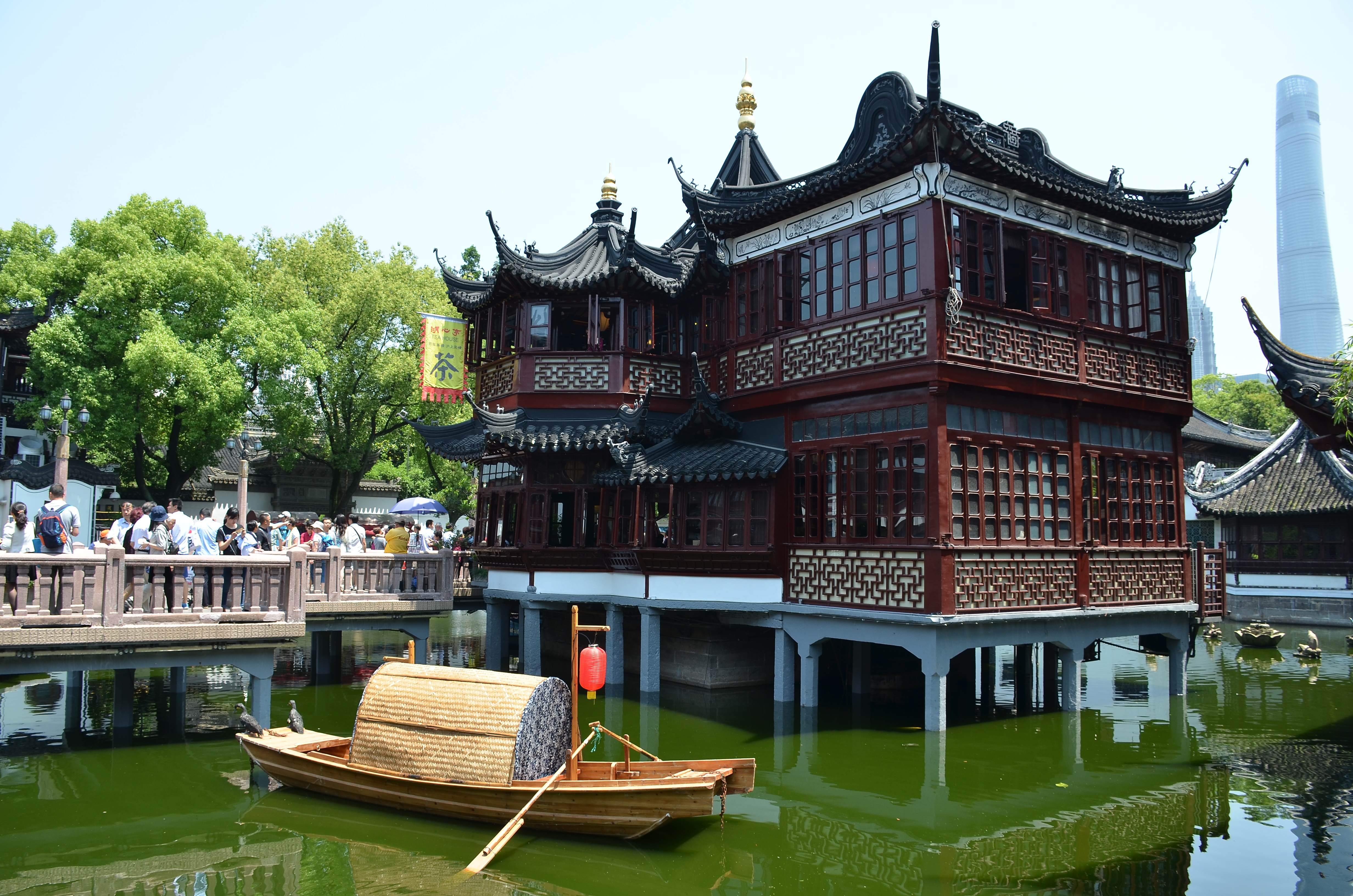
Saló de te Jiu Qu Quiao a Xangai
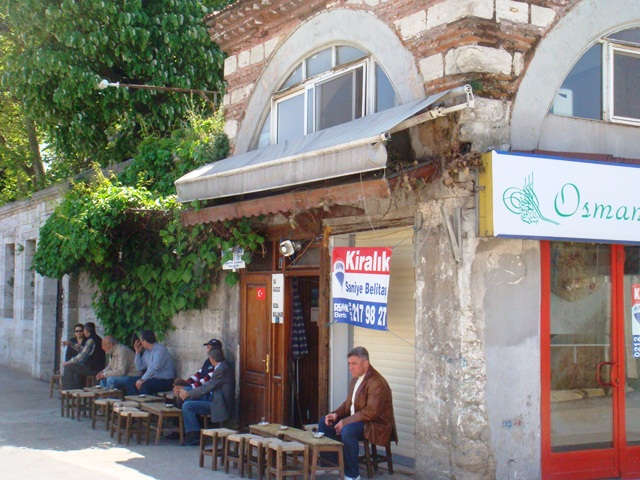
Casa de te a Istambul